# Паротяги Галицької залізниці імені Карла Людвіга
Паротяги Галицької залізниці імені Карла Людвіга закуплялись впродовж 1858—1884 років на паротягобудівних підприємствах Німеччини та Австро-Угорщини та поділялись на 20 основних серій.

## Історія
Галицька залізниця імені Карла Людвіга припинила своє існування 1 січня 1892 року. На цей час на залізниці працювало до 175 паротягів, а за всі роки існування 214. Вся її інфраструктура, рухомий склад перейшли до Ц.к. державної залізниці (нім. k.k. Staatsbahnen). У позначенні паротягів вживалось скорочення назви залізниці (CLB), номер серії (I—V) і номер паротяга. Після одержавлення застарілі і зношені паротяги вивели з експлуатації, а решта отримала нові позначення серії, порядкові номери. На державній залізниці номер серії визначав тип локомотиву (1886—1904). Ці паротяги експлуатувались переважно до початку ХХ ст. і лише найновіші моделі використовувались в час війни. Незначна кількість колишніх паровозів Галицької залізниці імені Карла Людвіга залишалась на залізницях новоутворених країн після завершення війни.
- 10-29 — пасажирські
- 30-68 — вантажні з трьома привідними осями
- 90–99 — танк-паротяги з трьома привідними осями

Також використовувались тендери серій 20, 21, а для kkStB це були:
- 10–29: — з трьома осями і запасом до 10 м³ води.

### Паротяги Галицької залізниці імені Карла Людвіга
|    |           |                      |                                      |                                   |                                       |
| №  | CLB*      | Роки експлуатації    | Кількість                            | Завод-виробник                    | kkStB**                               |
| 1  | CLB 1–2   | 1847-1873            | 2                                    | Borsig. Берлін                    | . -----                               |
| 2  | CLB       | 1847-1863            | 2                                    | Borsig. Берлін                    | . -----                               |
| 3  | CLB 3-4   | 1849 — 1873          | 2                                    | Borsig. Берлін                    | . -----                               |
| 4  | CLB 71-72 | 1855-бл. 1870        | 2                                    | Wiener Neustädter Lokomotivfabrik | . -----                               |
| 5  | CLB I     | 1872/73 — 1896/1907  | 12                                   | Maschinenfabrik Esslingen         | kkStB 11. 11-22                       |
| 6  | CLB ІІа   | 1859 -поч. ХХ ст.    | 19 (№ 9–15, 30-42)                   | WN Lokomotivfabrik•Sigl.Відень    | kkStB 18.21–34                        |
| 7  | CLB IIb   | 1860 — поч. ХХ ст.   | 12 (№ 16–27)                         | WN Lokomotivfabrik•Sigl.Відень    | kkStB 18.21–34                        |
| 8  | CLB ІІс   | 1862- поч. ХХ ст.    | 4 (№ 5-8)                            | WN Lokomotivfabrik•Sigl.Відень    | kkStB 18.41–44                        |
| 9  | CLB IId   | 1870/71 — після 1917 | 9 (№ 1–4, 14, 21–23, 33, 37)         | Maschinenfabrik Esslingen         | kkStB 22.31-48                        |
| 10 | CLB IIe   | 1878/82 — після 1917 | 9 (№ 15, 18, 20, 25, 26, 30, 35, 40) | WN Lokomotivfabrik                | kkStB 22.31-48                        |
| 11 | CLB IIf   | 1884 — 1932          | 8 (№ 10–12, 28–29, 31, 36, 39)       | Hartmann. Хемніц                  | kkStB kkSt B17.01–08                  |
| 12 | CLB IIg   | 1885 — 1918          | 6 (№ 9, 13, 16, 17, 19, 34)          | StEG. Відень (Type 88)            | kkStB 7.21–26; з 1904 kkStB 107.21–26 |
| 13 | CLB IIIa  | 1859 — після 1892    | 2 (№ 28,29)                          | WN Lokomotivfabrik•Sigl.Відень    | kkStB 40                              |
| 14 | CLB IIIb  | 1861/62 — після 1892 | 27 (№ 43–50, 52–70)                  | WN Lokomotivfabrik•Sigl.Відень    | kkStB 40.51–65                        |
| 15 | CLB IIIc  | 1864 — після 1892    | 1 (№ 51)                             | Sigl.Відень                       | kkStB 40                              |
| 16 | CLB IIId  | 1868 — після 1919    | загалом 95                           | WN Lokomotivfabrik                | kkStB 38.01–06, 09–97                 |
| 17 | CLB IIIe  | 1879 — після 1919    | загалом 95                           | Lokomotivfabrik der StEG          | kkStB 38.01–06, 09–97                 |
| 18 | CLB IIIf  | 1874 — після 1919    | загалом 95                           | Kessler                           | kkStB 38.01–06, 09–97                 |
| 19 | CLB IIIg  | 1878 — після 1919    | загалом 95                           | WN Lokomotivfabrik                | kkStB 38.01–06, 09–97                 |
| 20 | CLB V     | 1884 — 1910/27       | 2 (№ 201—202)                        | Lokomotivfabrik der StEG          | kkStB 95.11-12                        |
|    |           |                      |                                      |                                   |                                       |